# Его игра
«Его игра» (англ. He Got Game) — спортивная кинодрама 1998 года режиссёра Спайка Ли.

## Сюжет
Главными героями фильма являются Джейк Шаттлсуорт (Д. Вашингтон) и его сын Иисус Шаттлсуорт (Р. Аллен). Джейк по неосторожности убил свою жену — мать Иисуса, за что был осужден и отбывал наказание в тюрьме. За это время его сын Иисус стал восходящей звездой баскетбола и одним из самых талантливых спортсменов Америки. Иисус заканчивает школу и приходит время определиться с поступлением в университет. Многие учебные заведения мечтают заполучить одаренного баскетболиста и включаются в борьбу за него невзирая на средства и методы. Именно в этот момент Джейка временно выпускают из тюрьмы, чтобы он убедил сына поступить в университет «Биг Стейт», опекаемый губернатором штата, который является фанатом баскетбола и хочет заполучить Иисуса в университетскую команду своего штата. Взамен губернатор штата обещает сократить Джейку срок отбывания наказания. Проблема в том, что Иисус относится к отцу неприязненно и не может простить ему убийство матери. Все это помножено на ажиотаж вокруг восходящей звезды баскетбола и его выбора продолжения карьеры, на желании окружающих, в том числе близких, использовать Иисуса в личных корыстных целях, обогатиться на его таланте.

## Актёры
- Дензел Вашингтон — Джейк Шаттлсворт
- Милла Йовович — Дакота Бернст
- Рэй Аллен — Иисус Шаттлсворт
- Розарио Доусон — Лала Бонилла
- Джон Туртурро — тренер Билли Сандей

## Награды
- 1999 — Acapulco Black Film Festival, 5 номинаций
- 1999 — NAACP Image Award, 3 номинации
- 1999 — MTV Movie Awards, 1 номинация